# Laura Howard
Laura Howard (ur. 1977 w Londynie) – angielska aktorka. Znana z roli Cully Barnaby w popularnym serialu detektywistycznym telewizji ITV Morderstwa w Midsomer (gra swą rolę od początku istnienia serialu).
Jej pierwsza poważniejsza rola pojawiła się w 1992, zagrała nastoletnią Tammy Rokeby w serialu komediowym BBC So Haunt Me. Od tego czasu, Laura występowała też w dramacie Jacka Rosenthala Eskimo Day i jego sequelu Cold Enough For Snow. Jej inne występy dla brytyjskiej telewizji to Soldier Soldier, The Bill, Doctors oraz Casualty.